# Porsche Carrera

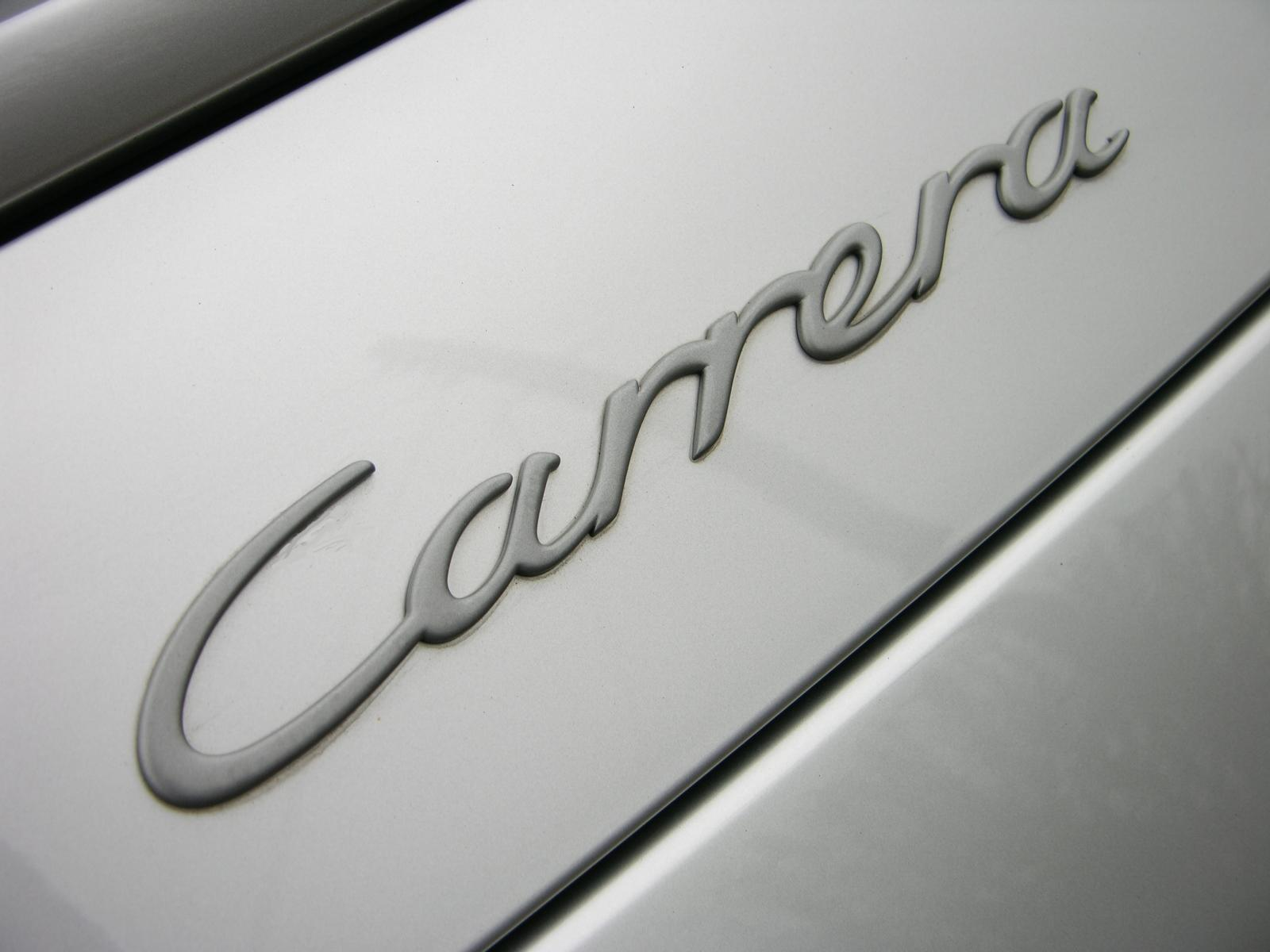
Logo de la Porsche Carrera.

Carrera (en espagnol « course » et « carrière ») est un nom d'automobile Porsche. Celui-ci commémore le succès du constructeur allemand dans la course Carrera Panamericana. 

## Modèles
Les véhicules suivants ont reçu la désignation Carrera : 
- Porsche 356
- Porsche 904
- Porsche 911
  - Porsche 901 (1963-1973)
  - Porsche 911 (1974-1989)
  - Porsche 930 (1975-1989)
  - Porsche 964 (1989-1993)
  - Porsche 993 (1993-1998)
  - Porsche 996 (1998-2004)
  - Porsche 997 (2004-2012)
  - Porsche 991 (2012-2019)
  - Porsche 992 (2019-)
- Porsche 924
- Porsche Carrera GT

## Dans la culture populaire
- Sally Carrera, personnage fictif de la franchise Cars de Disney Pixar[2]